# 미즈카미 코시
미즈카미 코시(일본어: 水上 恒司, 1999년 5월 12일 ~ )는 일본의 배우로, 후쿠오카현 후쿠오카시 히가시구 출신허, HAKU를 소속했다. 2022년 8월까지의 예명은 오카다 켄시(岡田 健史)이다.

## 출연 작품

### 영화
- 신해석 삼국지 (2020년) - 손권 역